# سیل‌های ۲۰۱۳ افغانستان و پاکستان
در آگوست/اوت ۲۰۱۳ پاکستان و شرق افغانستان بارش شدیدی رخ داد که منجر به سیل‌های ناگهانی شد که بیش از ۱۸۰ تن در نتیجهٔ آن کشته شدند.
در اوایل ۳۱ جولای/ژوئیه ۲۰۱۳ پاکستان و بخش‌هایی از شرق افغانستان باران شدید و غیرمعمولی رخ داد.
در پاکستان، کراچی بیش از همه خسارت دید. بیش از ۶۶۰۰۰ نفر در پاکستان تحت تأثیر این واقعه قرار گرفتند.
مناطق کوهستانی در شرق و جنوب شرق افغانستان بیشترین بخی‌های آسیب‌دیده در افغانستان بودند. در مناطق روستایی ولسوالی سروبی ۶۱ نفر کشته شدند.
در ولایت‌های خوست و ننگرهار سیل ۵۰ خانه و هزاران هکتار زمین کشاورزی را خراب کرد.
در ولایت نورستان حداقل شش خانه تخریب شد، ولی تلفاتی گزارش نشد. در ۱۰ آگوست/اوت حداقل ۲۲ نفر دیگر در سیل نزدیک کابل کشته شدند. تا ۱۴ آگوست/اوت آمار تلفات در افغانستان به ۹۰ تن افزایش یافت.
مسئولان افغانستان گفتند به علت تحت کنترل بودن برخی جاده‌ها توسط طالبان، قادر به رساندن کمک‌ها به برخی مناطق آسیب‌دیده نیستند.
در ۵ آگوست/اوت مارتین نسیرکی سخنگوی سازمان ملل متحد گفت سازمان ملل و شریکان بشردوست آن در صورت لزوم آمادهٔ همکاری با افغانستان و پاکستان هستند.